# Doomadgee
Doomadgee – miasto w Australii, w stanie Queensland.